# Chaceon gordonae
Chaceon gordonae är en kräftdjursart som först beskrevs av Ingle 1985.  Chaceon gordonae ingår i släktet Chaceon och familjen Geryonidae. Inga underarter finns listade i Catalogue of Life.